# Toggenburgerbahn
| GTW 2/6 auf der Guggenlochbrücke bei Lütisburg |                                                                       |                                     |                                     |
| Streckennummer (BAV): | 850 (Wil SG–Wil Süd) 853 (Wil Süd–Wattwil) 871 (Wattwil–Ebnat-Kappel) |                                     |                                     |
| Fahrplanfeld: | 853, 873                                                              |                                     |                                     |
| Streckenlänge: | 24.86 km                                                              |                                     |                                     |
| Spurweite: | 1435 mm (Normalspur)                                                  |                                     |                                     |
| Stromsystem: | 15 kV 16,7 Hz ~                                                       |                                     |                                     |
| Maximale Neigung: | 15 ‰                                                                  |                                     |                                     |
| |                                                                       |                                     |                                     |
| Wil–Ebnat-Kappel |                                                                       |                                     |                                     |
| \| \| \| SBB von Winterthur \| \| \| \| \| Thurbo von Weinfelden \| \| \| \| \| FW nach Frauenfeld \| \| \| \| 0.00 \| Wil SG Anfangspunkt S 9 \| 571 m ü. M. \| \| \| 1.11 \| Kantonsgrenze St. Gallen-Thurgau \| Kantonsgrenze St. Gallen-Thurgau \| \| \| 1.48 \| SBB nach St. Gallen \| SBB nach St. Gallen \| \| \| 2.56 \| Kantonsgrenze Thurgau-St. Gallen \| Kantonsgrenze Thurgau-St. Gallen \| \| \| 6.92 \| Bazenheid \| 597 m ü. M. \| \| \| \| Bazenheid 96 m \| \| \| \| \| Guggenloch 152 m \| \| \| \| 10.15 \| Lütisburg \| 599 m ü. M. \| \| \| 12.93 \| Bütschwil \| 611 m ü. M. \| \| \| \| Dietfurt 60 m \| \| \| \| 14.62 \| Dietfurt \| 611 m ü. M. \| \| \| \| SOB von St. Gallen S 2 S 4 VAE \| \| \| \| 17.51 \| Lichtensteig Keilbahnhof \| 616 m ü. M. \| \| \| 20.01 \| Wattwil Endpunkt S 9 \| 614 m ü. M. \| \| \| \| SBB nach Uznach S 4 VAE \| \| \| \| 24.86 \| Ebnat-Kappel \| 630 m ü. M. \| \| \| \| SOB nach Nesslau-Neu St. Johann S 2 \| \| |                                                                       |                                     |                                     |
| Strecke |                                                                       | SBB von Winterthur                  | SBB von Winterthur                  |
| Abzweig geradeaus und von links |                                                                       | Thurbo von Weinfelden               | Thurbo von Weinfelden               |
| Strecke · Strecke von links |                                                                       | FW nach Frauenfeld                  | FW nach Frauenfeld                  |
| Bahnhof · Kopfbahnhof Streckenende | 0.00                                                                  | Wil SG Anfangspunkt S 9             | 571 m ü. M.                         |
| Grenze | 1.11                                                                  | Kantonsgrenze St. Gallen-Thurgau    | Kantonsgrenze St. Gallen-Thurgau    |
| Abzweig geradeaus und nach links | 1.48                                                                  | SBB nach St. Gallen                 | SBB nach St. Gallen                 |
| Grenze | 2.56                                                                  | Kantonsgrenze Thurgau-St. Gallen    | Kantonsgrenze Thurgau-St. Gallen    |
| Bahnhof | 6.92                                                                  | Bazenheid                           | 597 m ü. M.                         |
| Brücke |                                                                       | Bazenheid 96 m                      | Bazenheid 96 m                      |
| Brücke |                                                                       | Guggenloch 152 m                    | Guggenloch 152 m                    |
| Bahnhof | 10.15                                                                 | Lütisburg                           | 599 m ü. M.                         |
| Bahnhof | 12.93                                                                 | Bütschwil                           | 611 m ü. M.                         |
| Brücke |                                                                       | Dietfurt 60 m                       | Dietfurt 60 m                       |
| Haltepunkt / Haltestelle | 14.62                                                                 | Dietfurt                            | 611 m ü. M.                         |
| Abzweig geradeaus und von links |                                                                       | SOB von St. Gallen S 2 S 4 VAE      | SOB von St. Gallen S 2 S 4 VAE      |
| Bahnhof | 17.51                                                                 | Lichtensteig Keilbahnhof            | 616 m ü. M.                         |
| Bahnhof | 20.01                                                                 | Wattwil Endpunkt S 9                | 614 m ü. M.                         |
| Abzweig geradeaus und nach rechts |                                                                       | SBB nach Uznach S 4 VAE             | SBB nach Uznach S 4 VAE             |
| Bahnhof | 24.86                                                                 | Ebnat-Kappel                        | 630 m ü. M.                         |
| Strecke |                                                                       | SOB nach Nesslau-Neu St. Johann S 2 | SOB nach Nesslau-Neu St. Johann S 2 |

Die Toggenburgerbahn (TB) war eine Schweizer Eisenbahngesellschaft. Ihre 25 Kilometer lange, normalspurige Strecke von Wil über Wattwil nach Ebnat-Kappel wurde am 24. Juni 1870 eröffnet. Die TB wurde per 1. Juli 1902 zu den Schweizerischen Bundesbahnen (SBB) verstaatlicht.

## Geschichte

### Projektierung und Bau

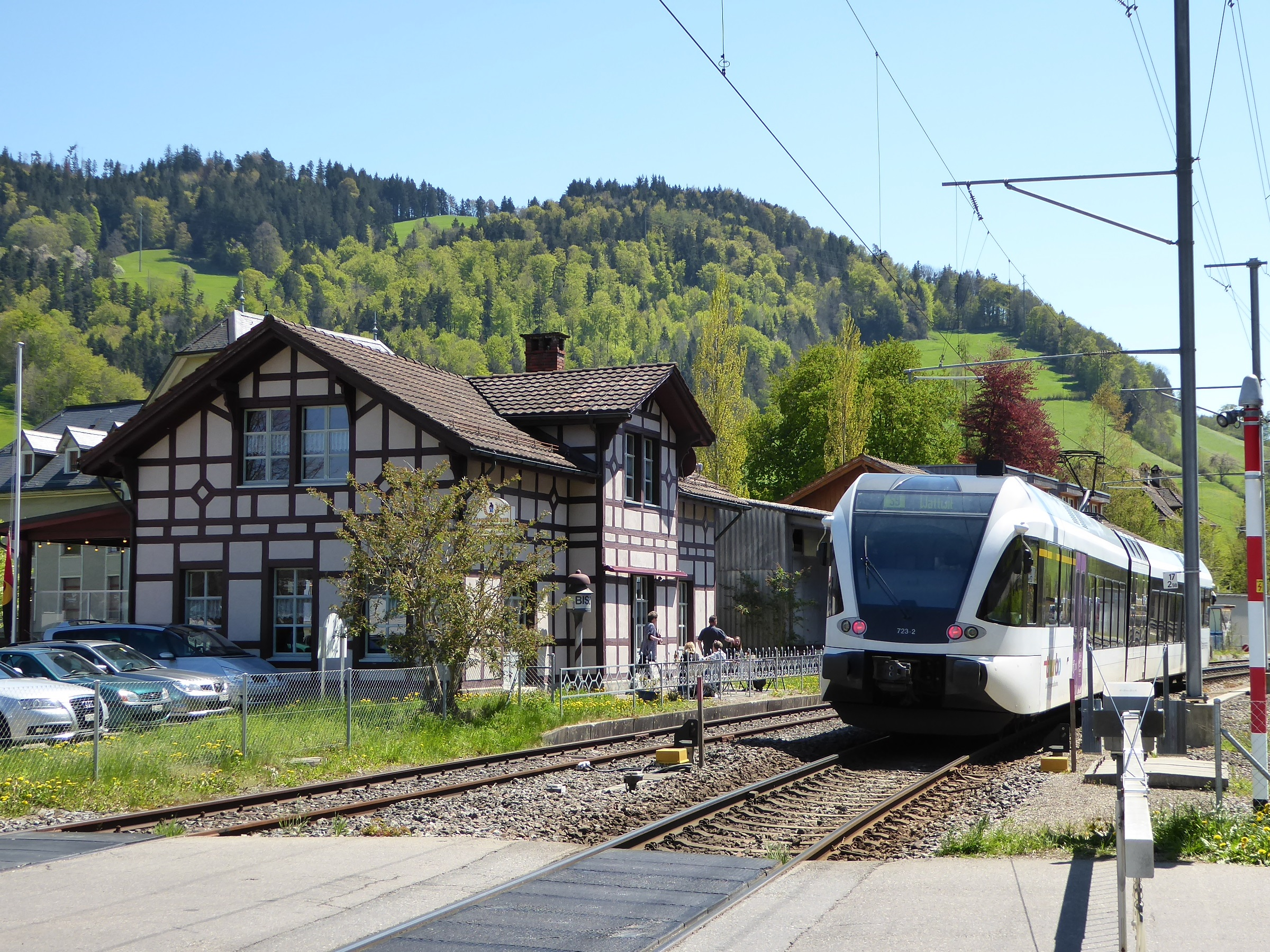
Das alte Stationsgebäude in Lichtensteig stammt aus der Bauzeit der Toggenburgerbahn. Mit dem Bau der Bodensee-Toggenburg-Bahn erhielt Lichtensteig 1910 einen Keilbahnhof mit einem neuen Aufnahmegebäude. Der alte Bahnhof wird heute als Bistro genutzt.

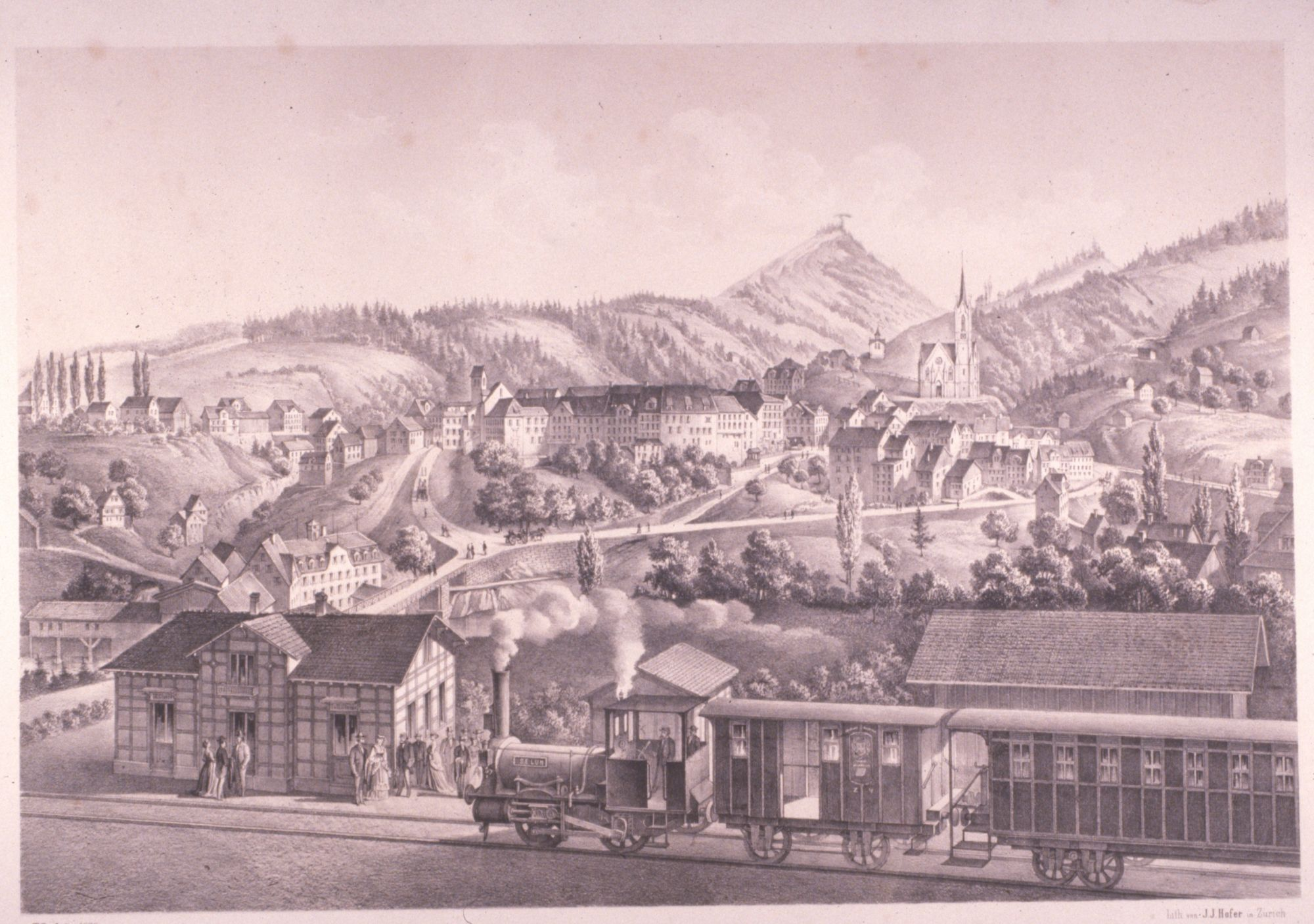
Zug der Toggenburgerbahn in Lichtensteig, Lithografie

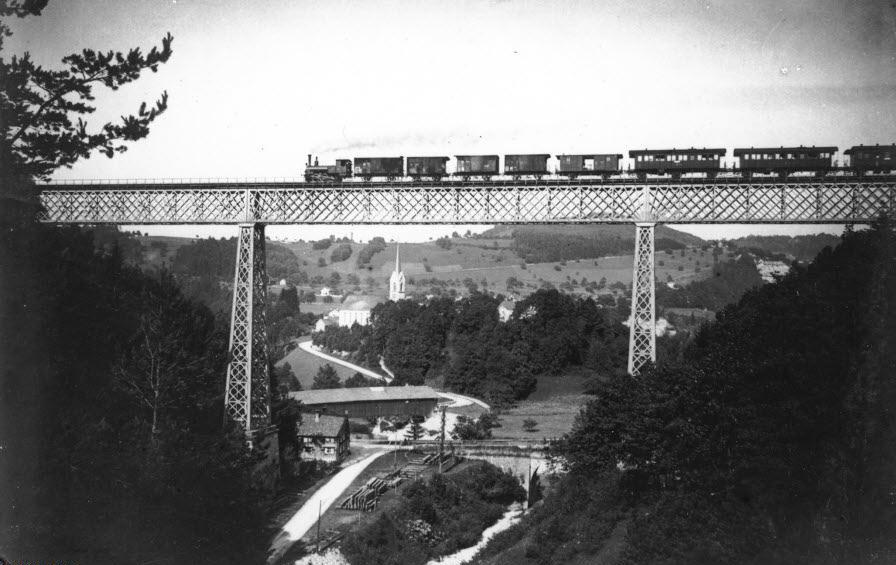
Guggenlochbrücke bei Lütisburg. Die 1875 fertiggestellte Brücke wurde 1945 als Steinbogenbrücke neu gebaut.

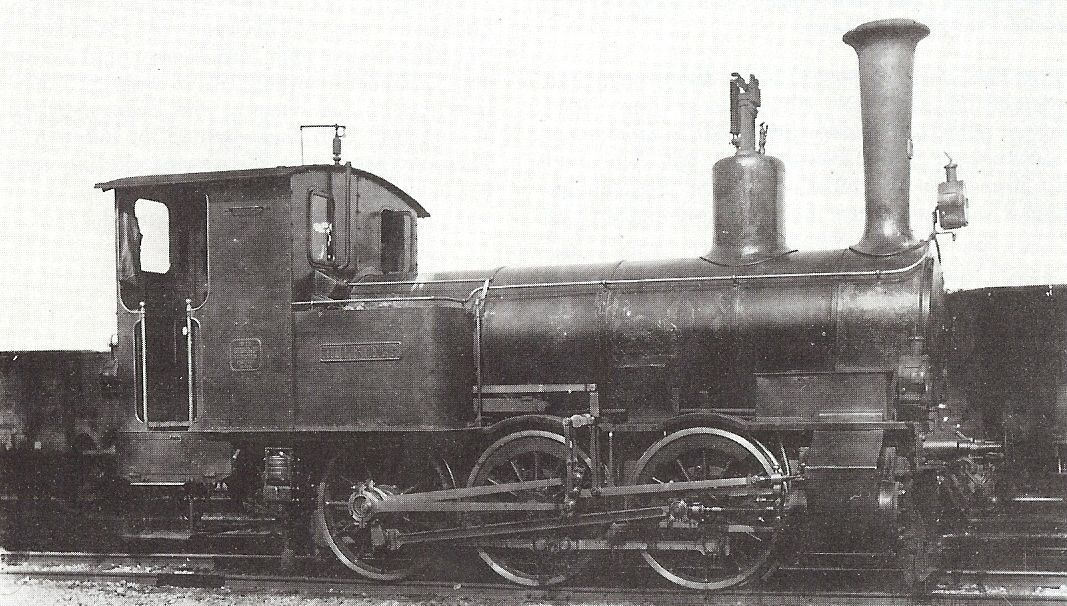
Dampflokomotive E 3/3 Nummer 1 „Hülftegg“ der Toggenburgerbahn

Nach der Eröffnung der Bahnstrecke St. Gallen–Winterthur wurde auch im Toggenburg der Ruf nach einer Eisenbahn laut. Bereits 1856 gab eine auf Initiative von Industriellen um Johann Rudolf Raschle gegründete Planungskommission die Projektierung einer Bahnlinie Wil–Ebnat in Auftrag. Eine Variante, die von Lütisburg nach Uzwil oder Flawil geführt hätte, wurde aus topografischen und finanziellen Gründen verworfen. Ende 1858 lag ein detaillierter Kostenvoranschlag für 6 Millionen Franken vor.
Dann hörte man lange nichts mehr von der Bahn. 1864 zeigte die Berner Baugesellschaft Wieland, Gubser & Cie. überraschend Interesse am Projekt. Das Eisenbahnkomitee stellte der Firma alle Unterlagen zur Verfügung. Der Kanton St. Gallen übernahm für 2,5 Millionen Franken Aktien, 1,5 Millionen zeichneten Gemeinden und Private. 1868 verpflichtete sich die Baufirma, die Bahn zusammen mit allen Gebäuden für 3 Millionen Franken innerhalb von zwei Jahren zu erstellen. Die drei Lokomotiven E 3/3 wurden bei der Lokomotivfabrik Krauss & Comp. bezogen. Am 23. Juni 1870 fand die feierliche Eröffnung der TB statt. Besonders stolz war man auf die 54,5 Meter hohe Guggenlochbrücke bei Lütisburg.

### Betrieb
Den Betrieb der TB besorgten bis zur Verstaatlichung die Vereinigten Schweizerbahnen (VSB). Anfänglich fuhren täglich vier, später fünf Züge zwischen Wil und Ebnat. Die Einnahmen aus dem Personen- und Güterverkehr hielten sich etwa die Waage. Die TB war ein finanziell recht solides Unternehmen und konnte praktisch jedes Jahr Dividenden ausrichten.
Beinahe bis zum Übergang an die SBB im Jahr 1902 liess sich der Verkehr mit einer Zugskomposition bewältigen. Für den sicheren Betrieb der Bahn waren weder Kreuzungsstationen noch Signale erforderlich.

### Verstaatlichung
Im Vorfeld der Verstaatlichung waren im Kanton St. Gallen bereits Projekte in Arbeit, die eine Verbindung der Kantonshauptstadt mit dem Sanktgaller Linthgebiet vorsahen. Das «Eisenbahnkomitee St. Gallen–Zug» wählte einen Streckenverlauf durch das Toggenburg, der zudem später einen direkten Zugang zur Gotthardbahn ermöglichen sollte. Eine Konzession hierfür erhielt das Komitee bereits 1890, allerdings konnte es die Finanzierung des geplanten Rickentunnels nicht aufbringen. Der Kanton St. Gallen erwarb 1901 die TB für 2,75 Millionen Franken und trat sie entschädigungslos an die VSB ab. Mit der Verstaatlichung der VSB ging 1902 die TB zeitgleich in Bundesbesitz über und wurde in die SBB integriert. Dieser faktisch kostenlose Abtritt der TB an den Bund war der finanzielle Beitrag des Kantons St. Gallen an den Bau des 12 Mio. Franken teuren Rickentunnels.

### Rickenbahn
Die Rickenbahn von Wattwil nach Uznach mit Anschluss an die bestehende Bahnstrecke nach Rapperswil wurde am 1. Oktober 1910 eröffnet. Die Eröffnung der direkten Verbindung von Wattwil nach St. Gallen erfolgte zwei Tage später durch die Bodensee-Toggenburg-Bahn (BT), wobei anfänglich die SBB mit der Betriebsführung beauftragt waren.
Bereits damals hatten die ehemalige TB und die BT mehrere Berührungspunkte, so wurden die Bahnhöfe Lichtensteig und Wattwil von der BT mitbenutzt. Zwischen den beiden Bahnhöfen bestand darüber hinaus eine unechte Doppelspur, da die Einspurstrecken der SBB und der BT unmittelbar nebeneinander verlegt wurden.
Funktional wurde die Toggenburgerbahn am 1. Oktober 1912 durch die BT-Strecke von Ebnat-Kappel nach Nesslau-Neu St. Johann verlängert, womit auch Ebnat-Kappel zum Gemeinschaftsbahnhof wurde.

### Elektrifikation
Nach dem schweren Kohlenmonoxid-Unfall im Rickentunnel am 4. Oktober 1926 wurde der Tunnel von den SBB mit Wechselstrom (15 kV 16⅔ Hz, heute 16,7 Hz) elektrifiziert und der Dampfbetrieb im Tunnel ab dem 15. Mai 1927 untersagt. Die BT kam damit unter den Zwang, ihre Strecke ebenfalls zu elektrifizieren, um den durchgehenden Betrieb wiederherzustellen. Da bei den SBB die Elektrifikation der Toggenburgerbahn keinen Vorrang hatte, die BT hingegen gleich komplett auf den elektrischen Betrieb zu wechseln wünschte, war letztere dazu gezwungen, den Abschnitt Wattwil–Ebnat von den SBB zu pachten, um eine durchgehende Fahrleitung zu ihrem Streckenabschnitt Ebnat-Kappel–Nesslau-Neu St. Johann zu erstellen.
Der elektrische Betrieb St. Gallen–Wattwil–Nesslau-Neu St. Johann wurde am 4. Oktober 1931 aufgenommen, womit auch wieder durchgehende Züge durch den Rickentunnel möglich wurden. Mit der dauerhaften Verpachtung des Abschnitts Wattwil–Ebnat-Kappel an die BT schieden die SBB zugleich aus dem Betrieb des Bahnhofs Ebnat-Kappel aus.
Auf den restlichen 20 Kilometern der Toggenburgerbahn zwischen Wil und Wattwil hielt sich die Dampftraktion noch zwölf Jahre lang, ehe am 12. Dezember 1943 auch dort der elektrische Betrieb aufgenommen wurde. Damit verschwand zwischen Wattwil und Lichtensteig auch das Kuriosum, dass nur das BT-Gleis elektrifiziert war, dasjenige der SBB hingegen nicht. Im Zusammenhang mit der Elektrifikation wurden 1943 die Brücken Bazenheid und Dietfurt neu gebaut. Die neue Guggenlochbrücke wurde erst 1945 in Betrieb genommen.

### Bereinigung der Eigentumsgrenzen

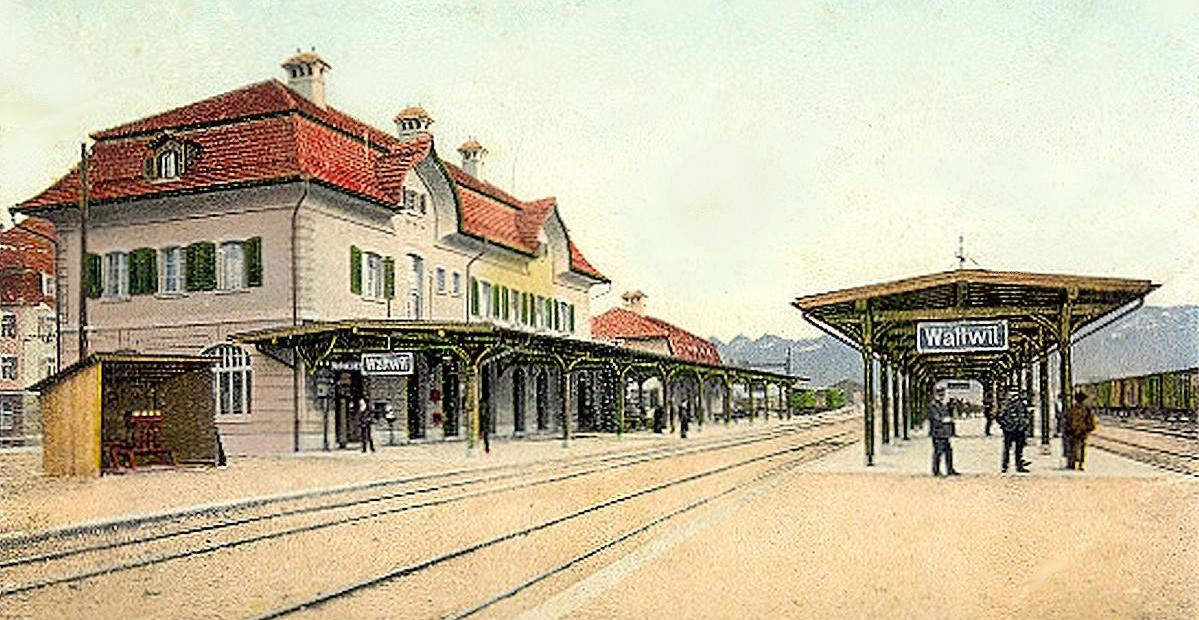
Als 1910 die BT eröffnet wurde und die SBB die Rickenlinie nach Uznach in Betrieb nahmen, wurde in Wattwil ein grösseres Aufnahmegebäude notwendig. Im Jahre 2005 gelangte der Bahnhof Wattwil ins Eigentum der SOB.

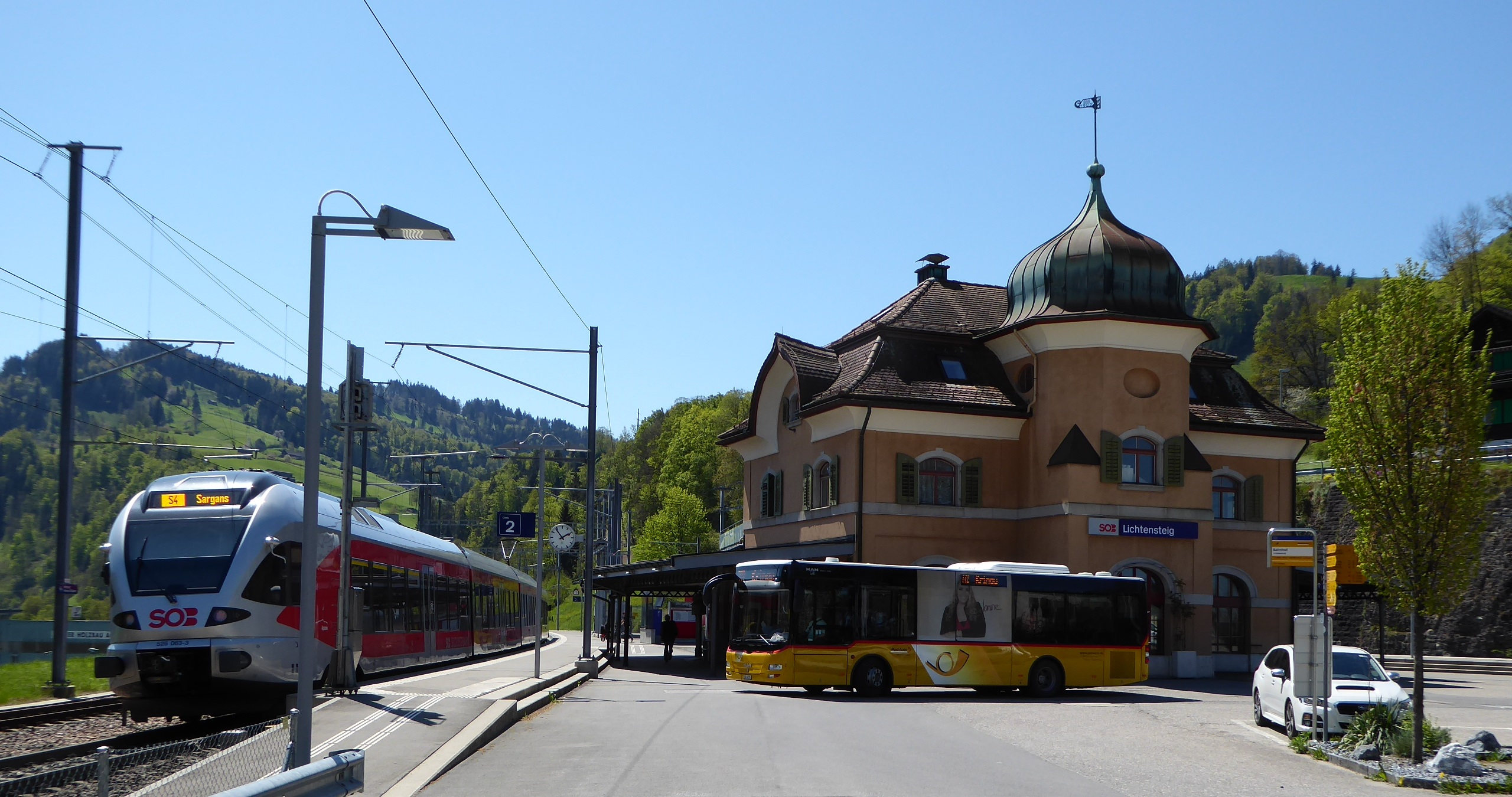
Keilbahnhof Lichtensteig, links das Gleis der SOB mit einem RABe 526, in der Mitte das nach Krinau verkehrende Postauto. Das Gleis der Toggenburgerbahn verläuft hinter dem Bahnhofsgebäude.

Auf dem Abschnitt Wattwil–Lichtensteig wurde nach Infrastrukturanpassungen in den Jahren 1977/1978 ein beschränkter Doppelspurbetrieb möglich. Mit Fusion der BT und der Schweizerischen Südostbahn (SOB) per 1. Januar 2001 – unter Beibehaltung des letzteren Namens – wurde die SOB zur Vertragspartnerin der SBB. Die seit Eröffnung der BT jeweils vertraglich geregelte Nutzung der Streckenanlagen wurde mit der Bahnreform 1 durch den sogenannten freien Netzzugang abgelöst.
Im Laufe des Jahres 2005 einigten sich schliesslich SBB und SOB auf eine Bereinigung der Eigentumsverhältnisse: die SBB schieden damit aus dem Betrieb der Bahnhöfe Lichtensteig und Wattwil aus und übergaben der SOB die bisherige Pachtstrecke Wattwil–Ebnat, wie auch das zweite Gleis zwischen Lichtensteig und Wattwil, im Austausch gegen die Anteile der SOB am Bahnhof St. Gallen. Mit dem im Laufe des Jahres 2006 vollzogenen Wechsel gehört den SBB nur noch der Abschnitt Wil–Lichtensteig der ehemaligen Toggenburgerbahn.

## Betriebliches

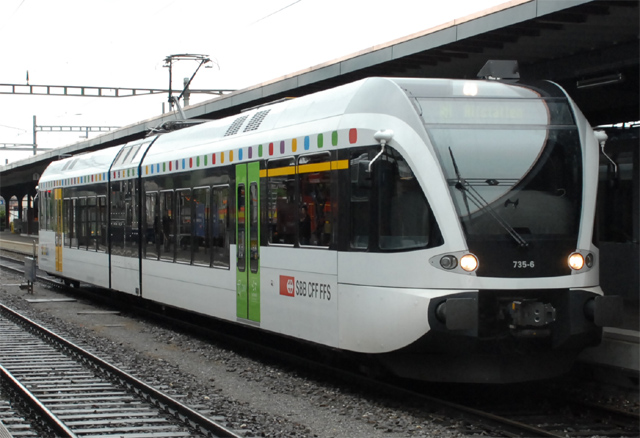
Auf der Strecke Wil–Wattwil kommen GTW-Züge von Thurbo zum Einsatz.

Seit der Elektrifikation wurde bis zum Fahrplanjahr 2013 der Betrieb auf der Strecke Wil–Nesslau-Neu St. Johann durchgehend geführt. Dabei kam Rollmaterial der SBB und der BT zum Einsatz. In den Siebzigerjahren prüften die SBB die Einstellung des Betriebs.
Seit 2009 ist die Strecke als S9 Bestandteil der S-Bahn St. Gallen. Dazu wurden in den Bahnhöfen Bazenheid, Bütschwil und Dietfurt die Perrons erhöht und verlängert. In Bütschwil, wo sich die halbstündlich verkehrenden Züge kreuzen, wurde ein Aussenperron mit einer Personenunterführung erstellt. Bazenheid erhielt eine überdachte Haltestelle. Die neuen elektronischen Stellwerke wurden zunächst aus St. Gallen ferngesteuert.
Seit dem Fahrplanwechsel 2013 pendeln auf dem Abschnitt Wil–Wattwil Thurbo-Züge als S9 im Halbstundentakt. Einzelne Züge werden mit der S10 nach Weinfelden durchgebunden, was aber weder im Fahrplan noch an den Zuglaufschildern sichtbar ist. 
Um betrieblich flexibler zu sein, planen die SBB den Ausbau von Lütisburg zu einer Kreuzungsstation.
Ab Nesslau-Neu St. Johann verkehren die Thurbo-Züge als S2 über St. Gallen nach Altstätten.
Die Strecke von Wil nach Nesslau-Neu St. Johann wird im schweizerischen Kursbuch als Fahrplanfeld 853 geführt.